# Noboru Kimura
Noboru Kimura (木村 暢 Kimura Noboru?) es un guionista de anime japonés. Es mejor conocido por escribir los guiones de las adaptaciones al anime de series como Gundam Build Divers, Healer Girl, Mahō Shōjo ni Akogarete y Solo Leveling.

## Trayectoria
Debutó como guionista de anime en 2001, en los episodios 34 y 36 de la serie de televisión Gear Fighter Dendoh producida por Sunrise. En 2014, realizó su primer trabajo como guionista principal, encargandose de la composición de la serie de televisión Dan Doh!! producida por Tokyo Kids.

## Trabajos

### Anime

#### Series de televisión
| Año  | Anime                                                | Estudio                 | Funciones                                                              | Refs.                |
| ---- | ---------------------------------------------------- | ----------------------- | ---------------------------------------------------------------------- | -------------------- |
| 2001 | Gear Fighter Dendoh                                  | Sunrise                 | Guionista (#34, 36)                                                    | [ 2 ]                |
| 2002 | Tenchi Muyō! GXP                                     | AIC                     | Guionista (#3, 6, 9-10, 12, 15, 19-25)                                 | [ 4 ]                |
| 2002 | G-On Riders                                          | Shaft TNK               | Guionista (#4, 7, 10)                                                  | [ 5 ]                |
| 2002 | Gekitō! Crush Gear Turbo                             | Sunrise                 | Guionista (#5, 9, 14, 18, 24, 29, 33, 38, 42, 48, 51-52, 58-59, 63-64) | [ 6 ]                |
| 2003 | Crush Gear Nitro                                     | Sunrise                 | Guionista (#5, 8, 11-12, 20, 27, 32, 37, 42, 44)                       | [ 7 ]                |
| 2003 | Popotan                                              | Shaft                   | Guionista (#3, 5, 8)                                                   | [ 8 ]                |
| 2003 | Binzume Yōsei                                        | Xebec                   | Guionista (#2, 6, 10, 12)                                              | [ 9 ]                |
| 2004 | Dan Doh!!                                            | Tokyo Kids              | Composición de la serie Guionista (#1-2, 6, 8, 11, 16, 21, 25-26)      | [ 3 ]                |
| 2004 | Mai-HiME                                             | Sunrise                 | Escritor de medios Guionista (#16)                                     | [ 10 ]               |
| 2004 | Ring ni Kakero 1                                     | Toei Animation          | Guionista (#4, 8, 10)                                                  | [ 11 ]               |
| 2004 | Sensei no Ojikan: Dokidoki School Hours              | J.C.Staff               | Guionista (#3, 7, 11, 17)                                              | [ 12 ]               |
| 2004 | Yumeria                                              | Studio Deen             | Guionista (#4, 7, 9)                                                   | [ 13 ]               |
| 2004 | Get Ride! AMDriver                                   | Studio Deen             | Guionista (#13)                                                        | [ 14 ]               |
| 2004 | Zoids Fuzors                                         | Tokyo Kids              | Guionista (#3-4, 9, 13, 20)                                            | [ 15 ]               |
| 2005 | Amaenaide yo!!                                       | Studio Deen             | Guionista (#3, 7, 11)                                                  | [ 16 ]               |
| 2005 | Solty Rei                                            | Gonzo AIC               | Composición de la serie Guionista (#1-24)                              | [ 17 ]               |
| 2006 | Amaenaide yo!! Katsu!!                               | Studio Deen             | Guionista (#3, 7, 10)                                                  | [ 18 ]               |
| 2006 | Spider Riders: Oracle no Yūsha-tachi                 | Bee Train               | Guionista (#7, 10-11, 14, 18-19, 24)                                   | [ 19 ]               |
| 2007 | Spider Riders: Yomigaeru Taiyō                       | Bee Train               | Guionista (#2-3)                                                       | [ 20 ]               |
| 2009 | Phantom: Requiem for the Phantom                     | Bee Train               | Guionista (#13)                                                        | [ 21 ]               |
| 2010 | Mayoi Neko Overrun!                                  | AIC                     | Guionista (#2, 4-5, 7-9, 11-12)                                        | [ 22 ]               |
| 2010 | Amagami SS                                           | AIC                     | Guionista (#2-3, 13-16, 21-24, 26)                                     | [ 23 ]               |
| 2010 | Motto To Love-Ru                                     | Xebec                   | Guionista (#4-5, 9)                                                    | [ 24 ]               |
| 2011 | Softenni                                             | Xebec                   | Guionista (#2, 4, 7, 9, 11)                                            | [ 25 ] [ 26 ]        |
| 2011 | Maken-ki!                                            | AIC Spirits             | Guionista (#3-4, 7, 10)                                                | [ 27 ]               |
| 2012 | Amagami SS+ Plus                                     | AIC                     | Composición de la serie Guionista (#1-2, 5-6)                          | [ 28 ]               |
| 2012 | Haiyore! Nyaruko-san                                 | Xebec                   | Composición de la serie Guionista (#1, 6-7, 11-12)                     | [ 29 ]               |
| 2012 | Kill Me Baby                                         | J.C.Staff               | Guionista (#2, 6, 8, 12)                                               | [ 30 ]               |
| 2013 | Mondaiji-tachi ga Isekai Kara Kuru Sō Desu yo?       | Diomedéa                | Composición de la serie Guionista (#1-2, 6, 9-10)                      | [ 31 ]               |
| 2013 | Zettai Karen Children: The Unlimited - Hyōbu Kyōsuke | Manglobe                | Guionista (#3, 5)                                                      | [ 32 ]               |
| 2013 | Haiyore! Nyaruko-san W                               | Xebec                   | Composición de la serie Guionista (#1, 4-6, 11-12)                     | [ 33 ]               |
| 2013 | Fantasista Doll                                      | Hoods Entertainment     | Composición de la serie Guionista (#2, 5, 9, 11-12)                    | [ 34 ]               |
| 2014 | Seikoku no Dragonar                                  | C-Station               | Composición de la serie Guionista (#1, 3, 6, 8-9, 11-12)               | [ 35 ]               |
| 2014 | Buddy Complex                                        | Sunrise                 | Guionista (#5, 8, 11)                                                  | [ 36 ]               |
| 2014 | Cross Ange: Tenshi to Ryū no Rondo                   | Sunrise                 | Guionista (#6)                                                         | [ 37 ]               |
| 2014 | Maken-ki! Two                                        | Xebec                   | Guionista (#4)                                                         | [ 38 ]               |
| 2015 | Gangsta.                                             | Manglobe                | Guionista (#2, 5, 8, 11)                                               | [ 39 ]               |
| 2017 | Alice to Zōroku                                      | J.C.Staff               | Guionista (#5, 9)                                                      | [ 40 ]               |
| 2017 | Knight's & Magic                                     | 8-Bit                   | Guionista (#6-8, 11-12)                                                | [ 41 ]               |
| 2017 | Battle Girl High School                              | Silver Link             | Guionista (#1, 4, 9, 11)                                               | [ 42 ]               |
| 2017 | Boku no Kanojo ga Majime Sugiru Shojo Bitch na Ken   | Diomedéa Studio Blanc   | Guionista (#4, 7)                                                      | [ 43 ]               |
| 2018 | Kokkoku                                              | Geno Studio             | Composición de la serie Guionista (#1-3, 8, 10, 12)                    | [ 44 ]               |
| 2018 | Gundam Build Divers                                  | Sunrise                 | Composición de la serie Guionista (#0-3, 5-7, 11, 14, 16, 20, 25)      | [ 45 ]               |
| 2018 | Persona 5: The Animation                             | CloverWorks             | Guionista (#6, 8, 11, 13, 15, 19, 21, 24-25)                           | [ 46 ]               |
| 2021 | Kemono Jihen                                         | Ajia-do Animation Works | Composición de la serie Guionista (#1-12)                              | [ 47 ]               |
| 2021 | Skate-Leading☆Stars                                  | J.C.Staff               | Composición de la serie Guionista (#1-12)                              | [ 48 ]               |
| 2021 | Kyōkai Senki                                         | Sunrise Beyond          | Composición de la serie Guionista (#1-7, 9-11, 13)                     | [ 49 ]               |
| 2022 | Healer Girl                                          | 3Hz                     | Composición de la serie Guionista (#1-12)                              | [ 50 ]               |
| 2022 | Kyōkai Senki Part 2                                  | Sunrise Beyond          | Composición de la serie Guionista (#14-15, 17-18, 20, 22, 24-25)       | [ 51 ]               |
| 2023 | Spy Kyōshitsu                                        | Feel                    | Guionista (#7, 10)                                                     | [ 52 ]               |
| 2023 | Spy Kyōshitsu 2nd Season                             | Feel                    | Guionista (#21)                                                        | [ 53 ]               |
| 2024 | Mahō Shōjo ni Akogarete                              | Asahi Production        | Composición de la serie Guionista (#1, 3, 5-8, 10, 12)                 | [ 54 ]               |
| 2024 | Solo Leveling                                        | A-1 Pictures            | Composición de la serie Guionista (#1, 11-12)                          | [ 55 ] [ 56 ]        |
| 2025 | Solo Leveling Season 2: Arise from the Shadow        | A-1 Pictures            | Composición de la serie Guionista (#15-16, 20, 24)                     | [ 57 ] [ 58 ] [ 59 ] |
| 2025 | Shiunji-ke no Kodomo-tachi                           | Doga Kobo               | Composición de la serie Guionista (#1-2, 4, 6, 8, 10, 12)              | [ 60 ]               |

#### Películas
| Año  | Anime                                     | Estudio | Funciones                         | Refs.  |
| ---- | ----------------------------------------- | ------- | --------------------------------- | ------ |
| 2021 | Princess Principal: Crown Handler Movie 1 | Actas   | Composición de la serie Guionista | [ 61 ] |
| 2021 | Princess Principal: Crown Handler Movie 2 | Actas   | Composición de la serie Guionista | [ 62 ] |
| 2003 | Princess Principal: Crown Handler Movie 3 | Actas   | Composición de la serie Guionista | [ 63 ] |

#### ONAs
| Año  | Anime                        | Estudio        | Funciones                                 | Refs.  |
| ---- | ---------------------------- | -------------- | ----------------------------------------- | ------ |
| 2023 | Kyōkai Senki: Kyokkō no Sōki | Sunrise Beyond | Composición de la serie Guionista (#1-6)  | [ 64 ] |
| 2023 | Gundam Build Metaverse       | Sunrise Beyond | Composición de la serie Guionista (#1, 3) | [ 65 ] |
| 2024 | Code Geass: Dakkan no Rozé   | Sunrise        | Composición de la serie Guionista (#1-12) | [ 66 ] |

#### OVAs
| Año  | Anime                                  | Estudio      | Funciones                                | Refs.  |
| ---- | -------------------------------------- | ------------ | ---------------------------------------- | ------ |
| 2002 | Cosplay Complex                        | TNK          | Composición de la serie Guionista (#1-3) | [ 67 ] |
| 2013 | Mobile Suit Gundam AGE: Memory of Eden | Sunrise      | Composición de la serie Guionista (#1-2) | [ 68 ] |
| 2015 | Haiyore! Nyaruko-san F                 | Xebec        | Composición de la serie                  | [ 69 ] |
| 2017 | Landreaall                             | Will Palette | Guionista                                | [ 70 ] |

### Manga
- Mai-HiME (舞-HiME?) (serializada en Shōnen Champion; concepto original de Hajime Yatate e ilustrada por Kenetsu Satō; 2004–2005)[71]
- SoltyRei - The Red Lady (SoltyRei―赤の淑女― Sorutirei ―Aka no Shukujo―?) (serializada en Comic Rex; ilustrada por Takimiya Kazutaka; 2005–2006)[72]
- Yuri Tantei Yurianzu (百合探偵ユリアンズ?) (serializada en Champion Red; ilustrada por Shū Hirose; 2012)[73]

### Novelas ligeras
- Mobile Suit Gundam 00 (機動戦士ガンダム00 Kidō Senshi Gandamu 00?) (publicada por Kadokawa Shōten; ilustrada por Kōhei Yoneyama, Takayuki Yanase, Taraku Uon y Naohiro Washio; 2008)[74]
- Mobile Suit Gundam 00 Second Season (機動戦士ガンダム00 セカンドシーズン Kidō Senshi Gandamu 00 Sekando Shīzun?) (publicada por Kadokawa Shōten; ilustrada por Kōhei Yoneyama, Takayuki Yanase y Kanetake Ebikawa; 2009–2010)[75]